# Pups
Pups è un film del 1999 scritto e diretto da Ash. Il film è stato girato a Chatsworth, in California.

## Trama
Stevie (Cameron Van Hoy) è un ragazzino di appena tredici anni che, essendo entrato casualmente in possesso della pistola nascosta nell'armadio della madre, decide insieme alla sua migliore amica Rocky (Mischa Barton) di usarla per rapinare una banca, la "Bonnie and Clyde".
I due ragazzini, che vedono questo gesto non come un atto criminale ma come un pesante scherzo, scatenano all'interno della banca un'ondata di terrore che porta all'allerta delle forze dell'ordine che brevemente circondano l'edificio. Tra queste è presente anche l'F.B.I. capitanata da Daniel Bender (Burt Reynolds), allo scopo di liberare gli ostaggi che Stevie e Rocky, braccati dalla polizia, hanno preso: il direttore della banca (David Alan Graf), la giovane Joy (Darling Narita), l'anziano Mr. Edwards (Ed Metzger) ed un veterano della Guerra del Golfo (Adam Farrar).
Inizialmente Daniel Bender è calmo e cooperativo con i ragazzi che richiedono cibo, preservativi, birra e una rivista di MTV. Tuttavia con il proseguire delle trattative, Bender si sente frustrato, in quanto diverse richieste fatte dai ragazzi sono impossibili da esaudire.
Stevie ad un certo punto, resosi conto di come la situazione stia degenerando, decide di arrendersi, seguito da Rocky. I due quindi abbandonano le armi, gli ostaggi e i soldi ed escono per costituirsi, ma quando Stevie mette le mani in tasca per prendere un fiore, un tiratore scelto della polizia gli spara.

## Produzione
Nel cast del film vi sono alcuni attori presenti anche nella precedente pellicola del regista, (Bang) e sono David Alan Graf e Darling Narita. Inoltre lo stesso regista recita nel film in un ruolo quasi marginale utilizzando lo pseudonimo di "Johnny Hawaiian".

## Riconoscimenti
- Cognac Festival du Film Policier
- Yubari International Fantastic Film Festival